# Ходченко Лев Павлович
Ходченко Лев Павлович (нар. 8 серпня 1912, хутір Шиманівка (нині на Одещині), Російська імперія — пом. 1998, Україна) — радянський і український живописець. Заслужений художник УРСР (1990).

## Біографія
Народився в 1912 році на Одещині (хутір Шиманівка) в родині вчителів. З 1930 по 1934 рік навчався в Харьківському художньому інституті у С. Прохорова, М. Шаронова. 
З 1934 по 1939 рік продовжив навчання в Київському художньому інституті, де його вихователями були: Ф. Кричевський, К. Єлева та С. Григор'єв.
У 1939 році закінчив Київський художній інститут і в цьому ж році картина Льва Ходченка дебютує на Виставці дипломних робіт Київського художнього інституту.
Учасник Великої вітчизняної війни. Нагороджений Орденом Червоної Зірки і медалями.
Ходченко Л. П. — член Спілки художників УРСР з 1945 року.
Працював в галузі станкового живопису. Майстер пейзажу та тематичної картини.
Учасник художніх виставок: республіканських — з 1947 року, всесоюзних — з 1950 року. Полотна митця понад сто разів експонувалися на виставках як в Україні, так і за її межами.
Заслужений художник УРСР з 1990 року.

## Участь в зарубіжних виставках
- Генуя (Італія) — 1970
- Белград (Югославія) — 1971
- Брюссель (Бельгія) — 1971
- Варшава (Польща) — 1971
- Ванкувер (Канада) — 1974
- Табор (Канада) — 1974
- Варшава (Польща) — 1977
- Афіни (Греція) — 1980
- Токіо (Японія) галерея «Гекоссо» (22 виставки) — 1972—1979
- Хельсінкі (Фінляндія) — 1993

Твори художника зберігаються в державних галереях Києва, Львова, Сімферополя та ін., а також у приватних колекціях України, Росії, Англії, Канади, Польщі, США, Італії, Угорщини, Японії, Китаю, Болгарії, Фінляндії, Франції, Ізраїлю, Греції.

## Роботи
- «Т. Шевченко серед членів Кирило-Мефодіївського товариства 6 січ. 1847 р. Київ. На квартирі М. Гулака», 1951[1]
- ВУЛИЧКА В ГУРЗУФІ. Полотно, олія 70х50, 1958
- В КАРПАТАХ. КОСАР. Полотно, олія, 60х80, 1979
- БАБУСИНІ ІКОНИ. Полотно, олія 50х60, 1991
- РАНОК НА МОРІ. Полотно, олія, 50х70, 1980
- ДІМ РИБАЛКИ. Полотно, олія, 70х90, 1994
- КВІТИ У ВАЗІ. Полотно, олія, 70х80, 1985
- ЧЕРНІГІВСЬКИЙ ХРАМ. Полотно, олія, 75х90, 1972
- КИЇВ. ЛЬВІВСЬКА ПЛОЩА. Полотно, олія, 60х70, 1986
- СКЕЛЯСТИЙ БЕРЕГ. Полотно, олія, 70х90, 1990
- ЧАЙКИ НАД БУХТОЮ. Полотно, олія, 60х75, 1969
- ГОРА КВЕТНА. Полотно, олія, 100х140, 1990
- КВІТИ З УКРАЇНИ. Полотно, олія, 50х60, 1990